# Bouna Coundoul
Bouna Coundoul (Dakar, Senegal, 4 de marzo de 1982) es un futbolista senegalés. Juega de posición de portero y su equipo actual es el Ethnikos Achnas de la Primera División  de Chipre.

## Trayectoria

### Clubes juveniles
| Periodo   | Club               |
| --------- | ------------------ |
| 2002-2004 | Albany Great Danes |

### Clubes
| Club                  | País           | Año       |
| --------------------- | -------------- | --------- |
| Colorado Rapids       | Estados Unidos | 2005-2008 |
| New York Red Bulls    | Estados Unidos | 2009-2011 |
| VPS                   | Finlandia      | 2012      |
| Enosis Neon Paralimni | Chipre         | 2012-2013 |
| Ethnikos Achnas       | Chipre         | 2013-     |

### Selección nacional
| Periodo | Selección            | Partidos | Goles |
| ------- | -------------------- | -------- | ----- |
| 2007-   | Selección de Senegal | 4        | 0     |

### Estadísticas
| Liga                | Equipo             | Partidos | Goles |
| ------------------- | ------------------ | -------- | ----- |
| Major League Soccer | Colorado Rapids    | 52       | 0     |
| Major League Soccer | New York Red Bulls | 35       | 0     |

- Datos: Q720697
- Multimedia: Bouna Coundoul / Q720697